# Ostwind – Zusammen sind wir frei
Ostwind – Zusammen sind wir frei ist ein deutscher Spielfilm aus dem Jahr 2013 von Katja von Garnier. Es ist der erste Film der Ostwind-Reihe.

## Handlung
Mika wollte eigentlich zusammen mit ihrer Freundin Fanny die Sommerferien in einem Feriencamp am Meer verbringen. Doch nachdem Mikas Zeugnis sehr schlecht ausgefallen ist und sie in eine Nachprüfung muss, schicken ihre Eltern sie zu ihrer Oma Maria Kaltenbach auf den Reiterhof, um dort zu lernen. Mika hat zwar keine Ahnung von Pferden und kann auch nicht reiten, findet aber trotzdem schnell einen Zugang zu den Tieren, vor allem zu Ostwind. Ostwind wird nach einem Unfall, bei dem sich Maria Kaltenbach schwer verletzt hatte, als unberechenbar und gefährlich eingeschätzt. Mika schleicht sich immer wieder nachts in seine Box und kümmert sich um den Hengst. An einem Morgen will sie mit Ostwind spazieren gehen, doch dieser erschrickt und nimmt Reißaus. Schließlich kann Herr Kaan den Hengst wieder einfangen und stellt ihn auf seine Koppel. Dort trifft Mika auf die beiden und spielt mit dem Pferd, was Herr Kaan und dem später dazugestoßenen Sam sehr beeindruckt. Frau Kaltenbach will Ostwind an den Unger, einen Pferdemetzger, verkaufen und um das zu verhindern möchte Mika mit Ostwind an den vier Wochen später stattfindenden Kaltenbachclassics teilnehmen. Dazu soll Herr Kaan ihr das reiten beibringen. Dieser ist erst skeptisch, willigt dann aber ein. Kurz vor dem Turnier zeigt Mika ihrer Oma was sie in den letzten Wochen gelernt hat und diese willigt begeistert ein, dass Mika an dem Turnier teilnehmen darf. Doch bei dem Turnier geht Ostwind durch und wirft Mika ab, die dabei leicht verletzt wird. Dazu kam es, weil Michelle, die beste Reitschülerin von Maria Kaltenbach, Mika absichtlich mit Creme präparierte Bandagen für Ostwinds Fesseln gegeben hatte, die bei dem Tier einen starken Juckreiz ausgelöst haben. Mika wusste das natürlich nicht. Nachdem Mika aus dem Krankenhaus zurück ist, erfährt sie, dass ihre Oma Ostwind immer noch an den Unger verkaufen möchte und flieht mit ihm. Sie macht sich auf den weiten Weg zu Fanny ans Meer, wo sie schließlich auch völlig erschöpft ankommt. Im Feriencamp haben die Kinder Ostwind mit Süßigkeiten gefüttert, ohne zu wissen, dass dies Gift für das Pferd ist. So erleidet Ostwind starke Koliken. Schließlich treffen auch Mikas Eltern und der Tierarzt Dr. Anders am Meer ein, wo Ostwind und mit ihm zusammen Mika leidet. Während Mika ins Krankenhaus kommt, wird Ostwind geheilt, zurück nach Kaltenbach gebracht und schließlich an den Unger verkauft. Michelle soll in den Landeskader aufgenommen werden, doch dann wird durch Tinka, die Michelle die Creme gegeben hatte, aufgeklärt, wie es dazu kam das Ostwind durchgegangen ist. Michelle wird nicht in den Landeskader aufgenommen und des Reiterhofes verwiesen. Mika wird aus dem Krankenhaus entlassen und erfährt, zurück auf Kaltenbach, vom kurz zuvor getätigten Verkauf Ostwinds. Zutiefst verletzt tritt sie mit ihren Eltern die Heimreise an, doch schon bald kommt die Familie in einen Stau. Mika verlässt das Auto und läuft zu Herr Kaans Koppel. Ostwind hat sich aus dem Hänger des Unger befreit, der umgekippt auf der Straße den Stau ausgelöst hat. Ostwind galoppiert ebenfalls zu Herr Kaans Koppel und trifft dort auf Mika. Glücklich vereint machen die beiden einen Ausritt.

## Hintergrund

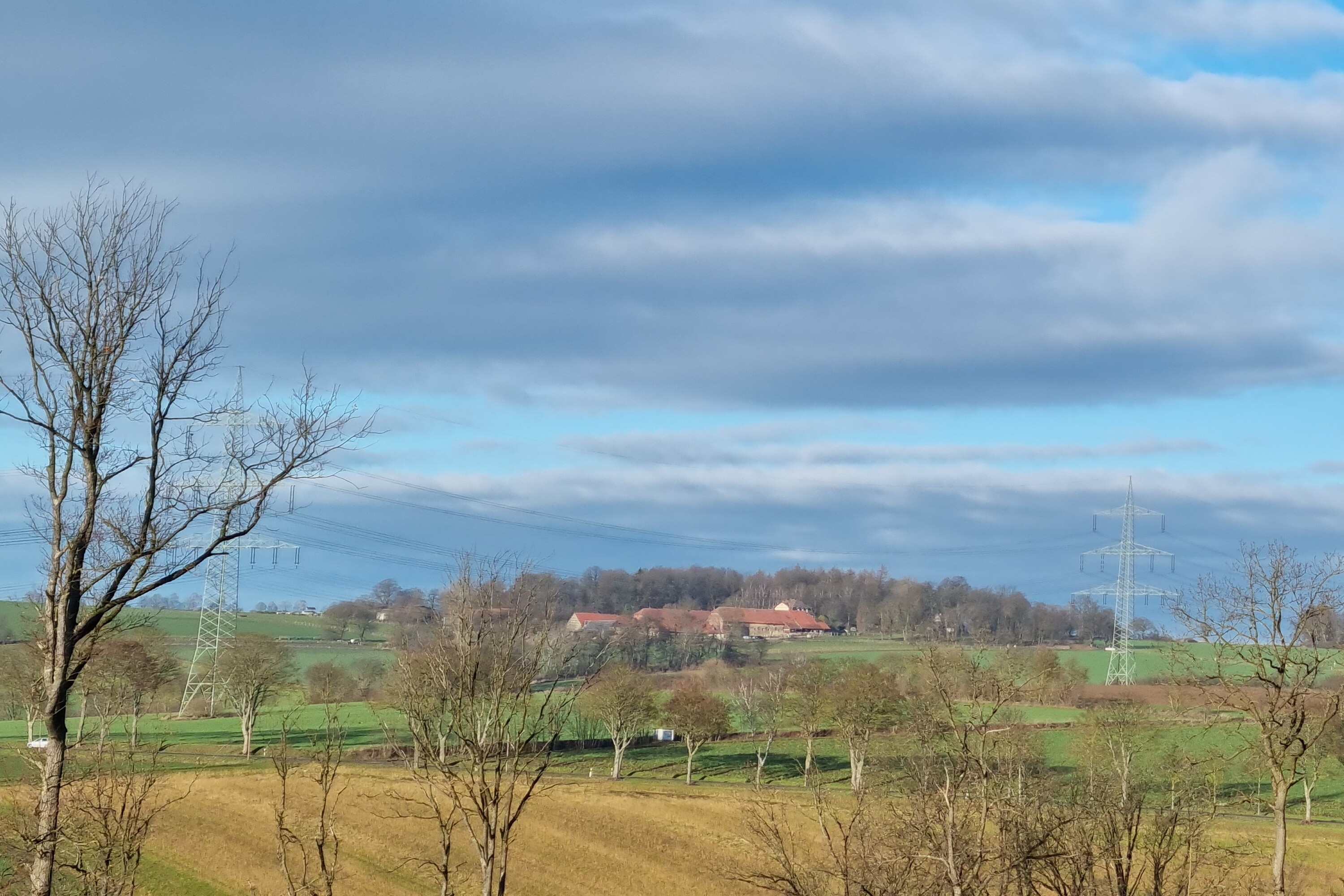
Gut Waitzrodt

Ostwind wurde im Sommer 2012 auf dem Hauptmotiv Gut Waitzrodt (Gut Kaltenbach) in Immenhausen, auf der Beberbecker Hute bei Beberbeck im Reinhardswald und den Helfensteinen auf dem Hohen Dörnberg bei Zierenberg (alle Landkreis Kassel, Hessen), sowie in Friesland gedreht.
Am 21. März 2013 war der Kinostart in Deutschland, wo den Film bis Ende des Jahres über 840.000 Zuschauer sahen. Im Jahr 2013 wurden bundesweit 820.121 Besucher an den deutschen Kinokassen gezählt, womit der Film den 41. Platz der meistbesuchten Filme des Jahres belegte. Laut einer Studie der Filmförderungsanstalt erhielt Ostwind vom Publikum mit der Note 1,31 die beste Bewertung aller im Jahr 2013 in den deutschen Kinos gezeigten Filme, gleichauf mit Fack ju Göhte. Seit dem 25. September 2020 ist der Film auf Disney+ zu streamen.

## Filmmusik
Zum Film ist eine CD mit dem gleichnamigen Titel (Ostwind – Zusammen sind wir frei) mit dem Soundtrack erschienen.

## Kritiken
Für filmstarts.de urteilte Gregor Torinus: „Ostwind ist ein Pferdefilm, der die Magie des Reitens in freier Natur in beeindruckenden Bildern einfängt. Auch der Cast ist toll, vor allen anderen Jungstar Hanna Binke in ihrer ersten Hauptrolle. Diese Stärken werden allerdings durch das überkonstruierte Skript und die aufdringliche Musik geschmälert.“
Auch Cosima Grohmann wertete sehr positiv und schrieb bei CountryMusicNews.de: „Solider Pferdefilm made in Germany. Der Fokus auf die tiefe Beziehung zwischen Pferd und Mensch hilft über so manch kitschige Filmminute hinweg.“
Das Lexikon des internationalen Films wertete ähnlich: „Märchenhafter Mädchenfilm über eine gegenseitige Zähmung, spannend erzählt, wenngleich dramaturgisch nicht ganz rund.“
Die Kritiker der Fernsehzeitschrift TV Today meinten: „‚Ostwind‘ beginnt wie die meisten deutschen Kinderfilme: mit plakativen Figuren und aufgesetzt klingenden Dialogen. Aber dann geschieht ein kleines Wunder. In den Begegnungen zwischen Pferdeflüsterin Mika, ihrem charismatischen Reitlehrer Kaan (Tilo Prückner) und Ostwind entwickelt der Film eine Magie und eine Kraft, die man ihm zunächst nicht zugetraut hätte.“
Bei Moviepilot hieß es: „Pferdefilme. Irgendwie ist das eine eigene Welt. Ostwind macht da keine Ausnahme und präsentiert alles, was man von so einem Film erwartet.“

## Auszeichnungen
Der Film erhielt von der Deutschen Film- und Medienbewertung das Prädikat „besonders wertvoll“. Beim Filmfest München 2013 wurde Ostwind mit dem Kindermedienpreis „Der weiße Elefant“ in den Kategorien „Beste Film-Regie“ und „Beste Nachwuchsdarstellerin“ (Hanna Binke) ausgezeichnet. Außerdem erhielt er den Gilde-Filmpreis der Filmkunstmesse Leipzig für den besten Kinderfilm und den Deutschen Filmpreis 2014 für den besten Kinderfilm.

## Fortsetzungen
Ostwind sollte eigentlich keine Fortsetzungen haben, doch aufgrund des großen Erfolgs des Buchs zum Film, das sich monatelang in den Bestsellerlisten hielt, veröffentlichte der Verlag cbj im März 2014 eine Fortsetzung des Films in Romanform. Das Buch wurde von den Autoren des Originaldrehbuchs, Lea Schmidbauer und Kristina Magdalena Henn, verfasst. Der Roman stieg noch im Veröffentlichungsmonat auf Platz 2 der Belletristik-Bestsellerliste des Börsenvereins. Im Juni 2014 kündigte Constantin Film eine Fortsetzung an. Ostwind 2 lief am 14. Mai 2015 in den Kinos an. Bis 2021 entstanden insgesamt fünf Spielfilme und sechs Bücher in der Ostwind-Reihe.